# Alessandro Mirandoli
Alessandro Mirandoli (ur. 28 czerwca 1921 w Livorno, zm. ?) – włoski florecista, dwukrotny medalista mistrzostw świata.
Podczas mistrzostw świata w Monte Carlo w 1950 roku Włosi w składzie: Manlio Di Rosa, Edoardo Mangiarotti, Alessandro Mirandoli, Renzo Nostini, Giorgio Pellini i Saverio Ragno wywalczyli drużynowo złoty medal. W tej samej konkurencji, razem z Giancarlo Bergaminim, Manlio di Rosą, Edoardo Mangiarottim, Renzo Nostinim i Giorgio Pellinim zdobył także srebrny medal na rozgrywanych rok później mistrzostwach świata w Sztokholmie.
Nigdy nie wziął udziału w igrzyskach olimpijskich.